# Demetrio Volcic
Demetrio Volcic, nato Dimitrij Volčič (Lubiana, 22 novembre 1931 – Gorizia, 5 dicembre 2021), è stato un giornalista e politico italiano.
È stato un giornalista Rai, celebre come corrispondente estero da Praga, Vienna, Bonn, e in particolare da Mosca.

## Biografia
Nacque a Lubiana, nel Regno di Jugoslavia, da una famiglia triestina di lingua slovena, che "non si trovava tanto bene sotto il fascismo, né a Trieste né a Gorizia, e allora sono andati a Lubiana dove c'era la possibilità di parlare la lingua che si voleva".

### Carriera giornalistica
Laureato in Economia e Commercio, dipendente RAI dal 1956, diviene inviato speciale da Trieste nel 1964, passando solo nel 1968 a corrispondente dall'estero, incarico che lo ha portato fuori dall'Italia fino al 1993.
Dopo aver ricoperto il ruolo di inviato in Unione Sovietica passa alla direzione del TG1 dal 1993 al 1994. Nel 1995 è stato coordinatore della redazione giornalistica delle radio CNR.
Nel 1994 è stato docente dei corsi di Dottrine politiche e Politica internazionale presso l'Università degli Studi di Trieste. Nel 2006 gli è stata conferita la laurea magistrale honoris causa in Relazioni pubbliche dall'Università degli Studi di Udine.
Nel 1996 ha lasciato la carriera giornalistica per la carriera accademica e politica.

### Politica
Dal 22 dicembre 1997 ha ricoperto l'incarico di Senatore della Repubblica Italiana, eletto nelle liste del Partito Democratico della Sinistra, subentrato per elezione suppletiva a Darko Bratina, deceduto il 23 settembre 1997.
Dal 20 luglio 1999 al 19 luglio 2004, eletto nelle liste dei Democratici di Sinistra, è stato membro del Parlamento europeo, facendo parte del gruppo del PSE e ricoprendo l'incarico di membro effettivo della commissione affari regionali e trasporti e di membro supplente della commissione affari esteri, diritti dell'uomo, la sicurezza comune e la politica di difesa. Inoltre, è stato vicepresidente della delegazione alle commissioni parlamentari di cooperazione UE-Armenia, UE-Azerbaigian e UE-Georgia, nonché relatore per l'ingresso nel 2004 dei dieci nuovi Paesi membri dell'Unione europea, con la responsabilità sul processo di avvicinamento della Slovenia all'UE.

### Morte
Volcic morì nel 2021, poche settimane dopo aver compiuto 90 anni.

## Vita privata
Volcic era sposato e padre di due figli: uno vive a Mosca, l'altra in Gran Bretagna.

## Opere
- Mosca. I giorni della fine, Milano, Nuova Eri-A. Mondadori, 1992, ISBN 88-04-36171-9.
- Sarajevo. Quando la storia uccide, Collana Frecce, Roma, Nuova Eri-Milano, A. Mondadori, 1993, ISBN 88-043-6871-3.
- Intervista sul federalismo. Le ragioni delle regioni. Il caso Toscana, con Vannino Chiti, Firenze, Giunti, 1995. ISBN 88-09-20622-3
- Est. Andata e ritorni nei paesi ex comunisti, Collana Frecce, Milano, A. Mondadori, 1997, ISBN 88-044-0055-2.
- 1956. Krusciov contro Stalin, Collana Alle 8 della sera n.5, Palermo, Sellerio, 2006, ISBN 88-389-2179-2.
- 1968. L'autunno di Praga, Collana Alle 8 della sera n.17, Palermo, Sellerio, 2008, ISBN 88-389-2296-9; Collana La nuova diagonale n.121, Sellerio, 2018, ISBN 978-88-389-3806-1.
- Il piccolo zar, Collana I Robinson. Letture, Roma-Bari, Laterza, 2008, ISBN 978-88-420-8544-7.
- A cavallo del muro. I miei giorni nell'Europa dell'Est (Iz ozadja. Novinarjev pogled na pol stoletja Vzhodne Evrope, 2020)[9], a cura di Paolo Possamai e Livio Semolič, Prefazione di Jas Gawronski, Note di Romano Prodi e Walter Veltroni, Collana La nuova diagonale n.138, Palermo, Sellerio, 2023, ISBN 978-88-389-4598-4.

## Premi e riconoscimenti
- Premio Colombe d'Oro per la Pace da parte dell'Istituto di Ricerche Internazionali Archivio Disarmo, 1995[10].
- Premio Nazionale Rhegium Julii Saggistica per Mosca, i giorni della fine[11].
- Premio Letterario città di Palmi, 1997.
- Medaglia d'argento per i "meriti a favore della Repubblica di Slovenia nello sviluppo dei rapporti d'amicizia tra l'Italia e la Slovenia e per gli impegni nel campo legislativo a favore della minoranza slovena in Italia", 2004[12].
- Premio Ilaria Alpi alla carriera, 2010[13].